# Historische geografie
Historische geografie is de wetenschap die zich bezighoudt met de historische dimensie van geografische verschijnselen. Deze verschijnselen bevinden zich op het snijvlak van geografie en geschiedenis en daarom is een goede afbakening van het werkterrein van de historische geografie moeilijk. Sommigen zien de historische geografie als een onderdeel van de geschiedenis, anderen vinden het een deelwetenschap van de sociale geografie (Heslinga, 1982). Na 1970 heeft de historische geografie zich ontwikkeld als een uitgesproken interdisciplinair vakgebied. Voor 1970 hielden historisch geografen zich vooral bezig met de historische ontwikkeling van het landschap, maar momenteel is er sprake van een grote verscheidenheid aan onderzoeksthema's (Hoelscher, 2006, 210).

## De ontwikkeling tot 1970
De toegenomen internationale uitwisseling van standpunten heeft niet geleid tot een homogene visie op de aanpak en de onderzoeksthema's.

### De Anglo-Amerikaanse traditie
Voordat de historische geografie zich had ontwikkeld tot een academische discipline waren er geleerden werkzaam op het interdisciplinaire terrein van geografie en geschiedenis. Het in 1864 verschenen boek Man and Nature: Or, Physical Geography as modified by Human Action van George Perkins Marsh (1801-1882) beïnvloedde het denken in de Verenigde Staten over de relatie mens-omgeving. Aan de hand van een historische analyse wordt onder andere de negatieve invloed van de mediterrane culturen op de natuurlijke omgeving geschetst. Eveneens van grote invloed was het werk van de historicus Frederick Jackson Turner (1861-1932) met zijn opvattingen over de betekenis van de Amerikaanse Frontier.
Ellen Churchill Semple (1863-1932) was de eerste Amerikaanse geograaf die de geschiedenis van haar land met een geografische blik onderzocht. Haar ‘American History and its Geographic Conditions’ uit 1903 was een duidelijke breuk met de opvattingen van Marsh. Zij vond dat de natuurlijke omgeving een determinerende factor was voor het menselijk handelen (fysisch-geografisch determinisme). Deze opvatting domineerde het geografisch denken in de Verenigde Staten tot de jaren dertig van de 20e eeuw.
In 1932 publiceerde Charles Paullin de ‘Atlas of the Historical Geography of the United States’. Daarin werd gebroken met de deterministische opvattingen. De nadruk lag op de cartografische weergave van de interactie van mens en omgeving.
De historische geografie leek in de periode 1935-1960 aan invloed te verliezen door de opvattingen van Richard Hartshorne. Hij vond dat de factor tijd tot het exclusieve domein van de geschiedenis behoorde. De chorologische opvatting was de juiste zienswijze voor de geograaf en een analyse van de historische ontwikkeling van een gebied was niet nodig in het geografisch onderzoek. Daarentegen beklemtoonde Carl Ortwin Sauer de noodzaak van een genetische aanpak. Zonder grondige kennis van de historische ontwikkeling kon een gebied of landschap niet worden begrepen. Toen hij in 1940 voorzitter werd van de Association of American Geographers, hield hij een pleidooi voor het historische element in het geografisch onderzoek. De historische geografie verdiende een centrale plaats binnen de geografische wetenschappen. Sauer had veel leerlingen (men spreekt van de Berkeley School) die zijn op veldwerk gebaseerde aanpak in de praktijk brachten. Een van hen was Fred Kniffen (1900-1993) die met name geïnteresseerd was in de ontwikkeling en de spreiding van de inheemse architectuur als onderdeel van de regionale cultuur. Een andere leerling van Sauer was de van oorsprong Nederlandse geograaf Jan O.M. Broek (1904-1974). Hij gebruikte de methode van de historische dwarsdoorsnede in zijn proefschrift over de Santa Clara Valley (1932). Hij analyseerde het gebied in een viertal perioden (het primitieve landschap, de Spaanse-Mexicaanse periode, de vroeg Amerikaanse periode en het landschap van de 20e eeuw) en hij probeerde de veranderingen te verklaren door een schets van de sociaal-economische processen tussen de onderzochte perioden.
In Engeland was de geografiebeoefening tussen de beide Wereldoorlogen nauw verbonden met geschiedenis. Een aantal geografen had ook een academische graad in geschiedenis en er was een duidelijke invloed van de Franse geografie van de school van Paul Vidal de la Blache. Onder hen was Henry Clifford Darby (1909-1992) de belangrijkste. Voor hem diende de historische geografie een centrale plaats te krijgen binnen de geografische wetenschappen. Hij maakte bij voorkeur van bepaalde perioden in de geschiedenis van een gebied (cartografische) dwarsdoorsneden. In 1936 publiceerde hij ‘Historical Geography of England before A.D. 1800’. Met medewerking van 16 andere wetenschappers maakte hij een analyse van het Domesday Book, een uitgebreid overzicht in het Latijn van alle bezittingen en eigenaren in Engeland voor en na 1066. De resultaten werden in zeven delen gepubliceerd tussen 1952 en 1977. Het laatste deel, een overzicht, werd door Darby zelf geschreven.

### De Franse traditie
In de 19e eeuw was de geografie nog een hulpwetenschap van de geschiedenis en veel geografisch werk kon worden betiteld als een vorm van historische geografie. Jules Michelet (1798-1874) stelde in de 19-delige Histoire de France dat het begin van de Franse geschiedenis wordt gevormd door de op fysieke kenmerken gebaseerde administratieve indeling van het land, anders gezegd in het begin was de geschiedenis volledig geografisch. Van 1892 -1911 was Auguste Lognon hoogleraar historische geografie bij het Collège de France, maar zijn onderzoek was gericht op de ontwikkeling van de administratieve indelingen in Frankrijk, een heel specifiek onderdeel van de historische geografie.
De benoeming van Paul Vidal de la Blache (1845-1918) als hoogleraar, eerst in Nancy en later aan de Sorbonne, bracht een duidelijke verandering in de positie van de geografie in Frankrijk. Hij had geschiedenis en geografie gestudeerd en hij had een uitgesproken ecologische opvatting over het wezen van de geografie. Zijn invloed op de Franse geografie (en daarbuiten) was zo groot dat men spreekt van de ‘tradition vidalienne’. Op uitnodiging van de historicus Ernest Lavisse (1842-1922) publiceerde hij in 1903 ‘Tableau de la géographie de la France’ als eerste deel van een ‘Histoire de France’. Daarin laat hij zien hoe een begrip van de geografische context een noodzakelijke voorwaarde is voor het doorgronden van historische ontwikkelingen. Zijn ideeën vormden de basis voor de opzet van een groot aantal regionale monografieën die zijn leerlingen in de eerste helft van de 20e eeuw publiceerden. In deze vorm van geografiebeoefening stond de historische geografie centraal door de aandacht voor de eeuwenlange wisselwerking tussen natuurlijk milieu en menselijke activiteit in een bepaald gebied. Ook Franse historici droegen bij aan dit type onderzoek zoals Lucien Febvre (1878-1956) in zijn in 1922 verschenen ‘La terre et l’évolution humaine. Introduction géographique à la histoire’. In zijn overtuiging was er sprake van een harmonische eenheid tussen mens en omgeving. Meer nog dan Vidal de la Blache schreef hij die harmonie toe aan de wijze waarop de mens omging met de geboden mogelijkheden. Met Marc Bloch (1886-1944) verwierp hij de elitaire opvatting over de toen gangbare opvatting van geschiedenisbeoefening, waarin er veel aandacht was voor politieke gebeurtenissen. Zij vroegen dus meer aandacht voor de bevindingen van andere menswetenschappen zoals sociologie en geografie (Annales-school). Grote bekendheid kreeg de reconstructie van de Mediterrane wereld gedurende de 16e eeuw van Fernand Braudel (1902-1985) waarin de geografische context een markante plaats kreeg. Bij Braudel kende de factor tijd een gelaagdheid. De eerste laag, de longue durée van de min of meer vastliggende geografische structuren, de tweede laag van de langzaam verlopende sociaal-economische, technische en culturele ontwikkelingen (moyenne durée) en de derde laag van de courte durée, de voortdurend veranderende politieke gebeurtenissen (de Pater, 1985, 164).
Weinig regionale monografieën van voor de Tweede Wereldoorlog kenden een scherpe probleemstelling. Er is doorgaans sprake van een grondige beschrijving van de relevante verschijnselen in een bepaalde periode (agrarische technieken, nederzettingspatronen, boerderijtypen, kavelvormen, sociaal-economische organisatie etc.). Een uitzondering was de studie van Roger Dion (1896-1981) over het stroomgebied van de Loire. Hij legde het accent op de geschiedenis van de strijd tegen de overstromingen en het spreidingspatroon van nederzettingen en kavelvormen. Bij hem zien we ook het belang van cultuurverschillen (zoals opvattingen over ondernemerschap en beschikbaarheid van kapitaal) bij de verklaring van de variaties in de plattelandseconomie. In 1948 werd Roger Dion benoemd als hoogleraar historische geografie aan het Collège de France.
Naast de regionale monografieën was er ook aandacht voor speciale thema's zoals de beschrijving en analyse van de ontwikkeling van nederzettingspatronen en de studie van de sociaal-economische aspecten van de plattelandssamenleving. Bijzondere aandacht kreeg het rurale landschap en de bijbehorende plattelandsorganisatie.

### De Duitse traditie
Belangrijk in de ontwikkeling van de Duitse (historische) geografie is de opvatting van Otto Schlüter (1872-1952). Hij heeft het landschap tot een van de centrale concepten in de Duitse geografie gemaakt. In het landschap vonden de geografen een eigen object, waardoor het mogelijk werd de complexe relaties tussen mens en omgeving te onderzoeken. Vaak gebruikte men de historisch-genetische aanpak waarbij het karakter van het huidige (cultuur)landschap werd ‘verklaard’ door een beschrijving van de verschillende ontwikkelingsstadia. De ‘genetische Kulturlandschaftsforschung’ is ook in de decennia na 1945 dominant in de Duitse historisch-geografische publicaties. Bijzondere aandacht kreeg het onderzoek naar nederzettingsvormen en kavelpatronen.
Na 1970 komt er kritiek vanuit de hoek van de zogenaamde ‘Nieuwe Geografie’, onder andere van Gerhard Hard die de werkwijze van de historisch geografen niet vond passen in de nieuwe, nomothetisch georiënteerde geografie.

## Ontwikkelingen na 1970
In de periode 1960-1970 veranderde het karakter van de sociale geografie als wetenschap onder de invloed van de zogenaamde kwantitatieve revolutie. De regionale beschrijving moest plaats maken voor theorievorming op basis van (statistische) analyse van grote datasets. Ruimtelijke systemen, patronen en netwerken werden de nieuwe sleutelbegrippen. Veel historisch geografen voelden zich niet thuis in deze nieuwe benadering en de centrale positie van de historische geografie binnen het vakgebied van de sociale geografie ging verloren.
Toen er na 1970 kritiek kwam op de positivistische uitgangspunten van de ‘nieuwe geografie’ door de voorstanders van wat de humanistische geografie werd genoemd, kwamen er nieuwe impulsen voor de ontwikkeling van de historische geografie. De humanistische geografie kende veel waarde toe aan subjectiviteit en individualiteit. Subjectieve ervaringen en ideeën over wat een landschap zou kunnen betekenen, kregen een centrale plaats in het onderzoek. Tussen 1980 en 1990 kwam er zo een verschuiving in de aandacht voor het materiële landschap op zich naar processen van landschapsconstructie en betekenisgeving. Men onderzocht de symbolische aspecten van het landschap en ook hoe de kenmerken van een cultuurlandschap geïnterpreteerd kunnen worden als representaties van machtsstructuren.
Belangrijke nieuwe thema's kwamen na 1970 tot ontwikkeling naast de voortdurende aandacht voor de genese van het landschap. Er is allereerst een toenemende interesse naar de historische relatie tussen samenlevingen en het milieuvraagstuk. Daarnaast groeit het aantal historisch-geografische publicaties waarin gebruikgemaakt wordt van GIS (geografisch informatiesysteem). GIS is een belangrijk instrument geworden bij de analyse van historische kaarten en databases.

## De ontwikkeling in Nederland
Historisch-geografische publicaties vinden we al in Nederland voordat er sprake was van historische geografie als academische discipline. In het begin van de 17e eeuw werkte de in Dantzig geboren Philippus Cluverius in Leiden. Hij publiceerde in 1611 ‘Commentarius de tribus Rheni’ over het stroomgebied van de Rijn en de daar woonachtige stammen in de Romeinse tijd. In 1616 werd door hem ‘Germania Antiqua’ uitgegeven, waarmee hij de titel Geographicus Academicus aan de Leidse universiteit kreeg. Na zijn dood verscheen ‘Introductio in Universam Geographiam’ (1624) dat tot in de 18e eeuw een standaardwerk bleef.
Aan het einde van de 19e eeuw zijn waterstaatkundige ingenieurs actief op historisch geografisch gebied. De geschiedenis van de waterstaat is het belangrijkste thema. De oud-genieofficier Anton Albert Beekman (1854-1947) wordt wel beschouwd als een van de grondleggers van de historische geografie in Nederland (Heslinga, 1977). Beekman is bekend geworden door zijn publicaties over Laag Nederland. Als genie-officier had Beekman zijn kennis over het lage Nederland verkregen door zijn ervaring met de waterstaatskaart aangevuld met ter plekke verworven terreinkennis. Bekend is zijn ‘Nederland als polderland’ dat in 1884 verscheen en daarna nog officieel drie drukken heeft beleefd. De door Beekman ingevoerde landschappelijke tweedeling van Nederland in Laag en Hoog Nederland is lang in het onderwijs gehanteerd geweest.
Johan Christoffel Ramaer (1852-1932) hield zich als waterstaatsingenieur ook bezig met de historische geografie van Laag Nederland. Hij bestudeerde o.a. de ontwikkeling van de Haarlemmermeer en de geschiedenis van kanalen en waterstaatkundige projecten. Ook leverde hij, evenals Beekman, bijdragen aan de ‘Geschiedkundige Atlas van Nederland’.
Voor de historisch-geografische kennis van Hoog Nederland zijn de studies van Roelof Schuiling (1854-1936) en Hendrik Blink (1852-1931) van belang geweest.
In 1911 kreeg de historische geografie aan de Utrechtse universiteit een zelfstandige positie omdat Chris te Lintum (1863-1930) vergunning kreeg als privaatdocent op te treden. Er bestonden in Utrecht al leerstoelen voor politiek/economische en voor fysische geografie. Te Lintum slaagde er niet in de historische geografie een stevige positie te geven ook al door de moeizame relatie tussen de hoogleraren Jan Frederik Niermeyer (1866-1923) en Karl Oestreich (1873-1947). Het Academisch Statuut van 1921 voorzag niet in een zelfstandige positie van de historische geografie. De geografie werd gesplitst in twee afzonderlijke studierichtingen: de sociale geografie en de fysische geografie. Tot de jaren 60 van de 20e eeuw was de historische geografie een onderdeel van de sociale geografie. Vooraanstaande sociaal-geografen als Hendrik Jacob Keuning (1904-1985), Ruud Cools (1908-1987), Marcus Willem Heslinga (1922-2009) en Adriaan de Vooys (1907-1993) hielden met hun werk de historische geografie als onderzoeksgebied aan de universiteit in stand. Dat werd ook bevorderd door de groei van het aantal studenten sociale geografie na 1950. Meer wetenschappelijke medewerkers betekende ook meer mogelijkheden tot specialisatie.

### Amsterdam
Elisabeth Gottschalk (1912-1989) die in 1958 aan de Universiteit van Utrecht was benoemd als wetenschappelijk medewerkster historische geografie, werd in 1962 benoemd aan de Universiteit van Amsterdam, waar de fysisch geograaf Jan Pieter Bakker (1906-1967) ondersteuning zocht voor zijn theorie over het verloop van de zeespiegelstijging en –daling in de eerste millennia. In 1964 werd Gottschalk lector. Haar onderzoek richtte zich met name op de analyse van de historische gegevens over stormvloeden en rivieroverstromingen in Nederland. De resultaten werden neergelegd in het driedelige ‘Stormvloeden en rivieroverstromingen in Nederland’ (1971-1977). Belangrijk voor de ontwikkeling van de historische geografie in Nederland was dat Gottschalk veel waarde hechtte aan fysisch-geografische én historische kennis.
Aan de Vrije Universiteit was Marcus Willem Heslinga actief op het terrein van de historische geografie. Hij publiceerde o.a. over traditionele dorpsvormen en over de ontwikkeling van de historische geografie als wetenschap.
Guus Borger volgde Gottschalk op. Hij werd in 1980 benoemd als hoogleraar aan de Universiteit van Amsterdam. Hij was in 1975 gepromoveerd op ‘De Veenhoop’ een onderzoek naar het verdwijnen van het veendek in een deel van West-Friesland.
Toen de VU stopte met haar opleiding, werden de onderzoekers (Aad de Klerk, Albert Thurkow, Taeke Stol) bij de vakgroep van Guus Borger geplaatst. Hier waren ook Jan Beenakker en de promovendi Wim Ligtendag en Henny Kaag van der Boom werkzaam. Aan de VU was Adriaan de Kraker zijn naaste medewerker. Door deze uitbreiding van de wetenschappelijke staf kon het onderzoeksprogramma worden verbreed met projecten in de kustgebieden, het rivierengebied en de lagere zandgronden.
Omdat in de leeropdracht van Rob van Engelsdorp Gastelaars ook de historische dimensie van de stedelijke ontwikkeling aandacht krijgt, is er bij de Universiteit van Amsterdam ook aandacht voor onderzoek op het gebied  van de historische stadsgeografie.
De Utrechtse historisch geograaf Hans Renes was tevens hoogleraar Erfgoed en Ruimte aan de VU. 
Van 1996-2006 was Gerard van de Ven bijzonder hoogleraar Waterstaatsgeschiedenis aan de Universiteit van Amsterdam. Hij was gepromoveerd op een proefschrift over het graven van het Pannerdens Kanaal (1707).
Aan de Vrije Universiteit werd Hans Renes in 2011 benoemd tot bijzonder hoogleraar Erfgoedstudies.

### Wageningen
Hendrik Blink was behalve als economisch geograaf ook actief op het terrein van de historische geografie. Van 1906 tot 1923 was hij buitengewoon hoogleraar aan de Landbouwhogeschool. Hij leverde onder andere vanuit een economisch perspectief historisch-geografische schetsen van Friesland (1917), Groningen (1913), Overijssel (1916) en Limburg (1919). Ook zijn ‘Studiën over nederzettingen in Nederland’ (1901-1904) en de ‘Geschiedenis van den Boerenstand en den Landbouw in Nederland’ (1902-1904) waren uit historisch-geografisch oogpunt interessant.
De buitengewone leerstoel economische geografie werd na Blink bezet door de Utrechtse hoogleraar Louis van Vuuren (1873-1951), die de studie van het cultuurlandschap centraal stelde. Voor de studie van het cultuurlandschap was een genetische analyse van de wordingsgeschiedenis noodzakelijk. Jelle Vervloet vond dat Louis van Vuuren daarmee een historisch geograaf ‘Avant la lettre’ was. Na de Tweede Wereldoorlog legde Van Vuuren zijn hoogleraarschap neer en daarmee kwam er een einde aan de invloed van de cultuurlandschapsgeografie (Vervloet, 1989).
Een belangrijke impuls voor de verdere ontwikkeling van de historische geografie in Wageningen kwam van Willem Oosting (1898-1942). Hij was gespecialiseerd in de bodemkartering, maar publiceerde ook over de geschiedenis van het landschap. Hij promoveerde in 1936 bij Cornelis Edelman die in 1945 de Stichting voor Bodemkartering (STIBOKA) oprichtte. In 1946 werd Alida Vlam, later Alida Edelman-Vlam (1909-1999) aangesteld bij deze stichting. Ze specialiseerde zich op het gebied van de cultuurlandschapsanalyse (met name de bewonings- en perceelsvormen) van Hoog Nederland.
In 1973 veranderde het beleid van STIBOKA. Men koos voor toepassingsgericht onderzoek waarbij de bijdrage van de historische geografie de beleidsbeslissingen in de ruimtelijke ordening moest gaan ondersteunen. In 1974 volgde de aanstelling van Jelle Vervloet die veel werk maakte van het vervaardigen van nederzettings- en landschapstypologieën. Na 1978 werd dit werk op landelijk niveau gecoördineerd door de Werkgroep Landschapstypologie. Voor de ruilverkavelingen en het streekplanwerk heeft het toegepaste historisch-geografisch werk van de Wageningse groep rond Vervloet veel bruikbare kennis opgeleverd.
Na het emeritaat van Jelle Vervloet in 2011 werd het historisch-geografische onderzoek in Wageningen voortgezet door Chris de Bont. Op dit moment is er aan de WUR geen historisch geograaf meer werkzaam. Wel heeft Wageningen in de persoon van Roy van Beek een landschapsarcheoloog binnen de faculteit Soil Geography and Landscape (SGL) and Cultural Geography (GEO). Hier wordt interdisciplinair onderzoek gedaan naar de dynamische interactie tussen mens en landschap in de prehistorie en protohistorie.Het Vidi-project ‘Home Turf (2017-2022)’ richt zich op de langetermijn geschiedenis van de hoogvenen in de pleistocene delen van Nederland.

### Utrecht
Aan de Universiteit van Utrecht was Hans Harten (1934-2007) vanaf 1963 actief als historisch geograaf. Hij was sterk geïnteresseerd in de relatie historische geografie, landschap en ruimtelijke ordening. Daarnaast onderzocht hij de historische ontwikkeling van stadsranden met inbegrip van de specifieke positie van buitenplaatsen en bijbehorende tuinen. Veel aandacht was er ook voor de middeleeuwse nederzettings- en ontginningsgeschiedenis van de Betuwe.
Harten werd opgevolgd door Hans Renes die in 1999 was gepromoveerd bij Jelle Vervloet op een proefschrift over de landschappen van Maas en Peel. Het onderzoek van Renes richt zich op het thema erfgoed en ruimte.

### Groningen
De sociaal geograaf Hendrik Jacob Keuning (1904-1985) was door zijn brede opleiding als historicus en geograaf ook zeer actief op het terrein van de historische geografie. In zijn dissertatie over de Groninger Veenkoloniën was het historische element al sterk aanwezig. Hij heeft veel gepubliceerd over de genetische ontwikkeling van esdorpen en hij ontwikkelde een typologie van esnederzettingen, gebaseerd op de Topografische en Militaire Kaart uit midden 19e eeuw. Zijn ‘Mozaïek der functies’ is een goed voorbeeld van het toepassen van de methode  van een reeks historische dwarsdoorsneden om de veranderingen in de tijd zichtbaar te maken. In elk van de onderscheiden perioden fungeerde het begrippenpaar ‘stuwend-verzorgend’ als leidraad voor analyse en beschrijving. 
Gerrit Smit maakte tussen 1960 en 1980 deel uit van de staf van het Geografisch Instituut. Hij was in 1971 gepromoveerd op een onderzoek naar de ruimtelijke structuur van het negentiende-eeuwse dorpslandschap op Terschelling. Als historisch geograaf onderzocht hij de vroegmiddeleeuwse oorsprong van de nederzettingen in Noordoost Nederland.
Gregory Ashworth was sinds 1979 verbonden aan de Universiteit van Groningen. Als stads- en economisch geograaf had hij een sterke interesse in de factor tijd bij de analyse van stedelijke ontwikkelingen. Tussen 1994 en 2006 was hij bijzonder hoogleraar Erfgoedplanning en Stedelijk toerisme. 
In 2006 werd Theo Spek benoemd tot bijzonder hoogleraar Landschapsgeschiedenis bij de Faculteit Letteren. In 2010 werd hij gewoon hoogleraar. Hij was in 2004 gepromoveerd bij Jelle Vervloet op het proefschrift ‘Het Drentse esdorpenlandschap. Een historisch-geografische benadering’. Kenmerkend voor zijn aanpak is de interdisciplinaire samenwerking bij het onderzoek naar de geschiedenis van het cultuurlandschap. Sinds 2010 kent de Faculteit Letteren het Kenniscentrum Landschap dat onder leiding staat van Theo Spek. Het Kenniscentrum bundelt onderwijs, onderzoek en kennisoverdracht op het terrein van het Nederlandse en Europese cultuurlandschap. Kenmerkend is de betrokkenheid van regionale netwerken van maatschappelijke organisaties en vrijwilligersorganisaties. Het centrale concept voor de beeldvorming van de wordingsgeschiedenis van het cultuurlandschap is het begrip landschapsbiografie: ‘een levensloopbeschrijving van een steeds veranderend cultuurlandschap’.

## Vlaanderen
Aan de Universiteit Gent werkte in 2008 binnen deze onderzoekswetenschap een team geleid door historicus prof. dr. Erik Thoen en geograaf prof. dr. Marc Antrop. Ze werkten in de lijn van historicus Adriaan Verhulst.